# Loweia upoleuca
Loweia upoleuca är en fjärilsart som beskrevs av Ruggero Verity 1904. Loweia upoleuca ingår i släktet Loweia och familjen juvelvingar. Inga underarter finns listade i Catalogue of Life.